# MKUltra

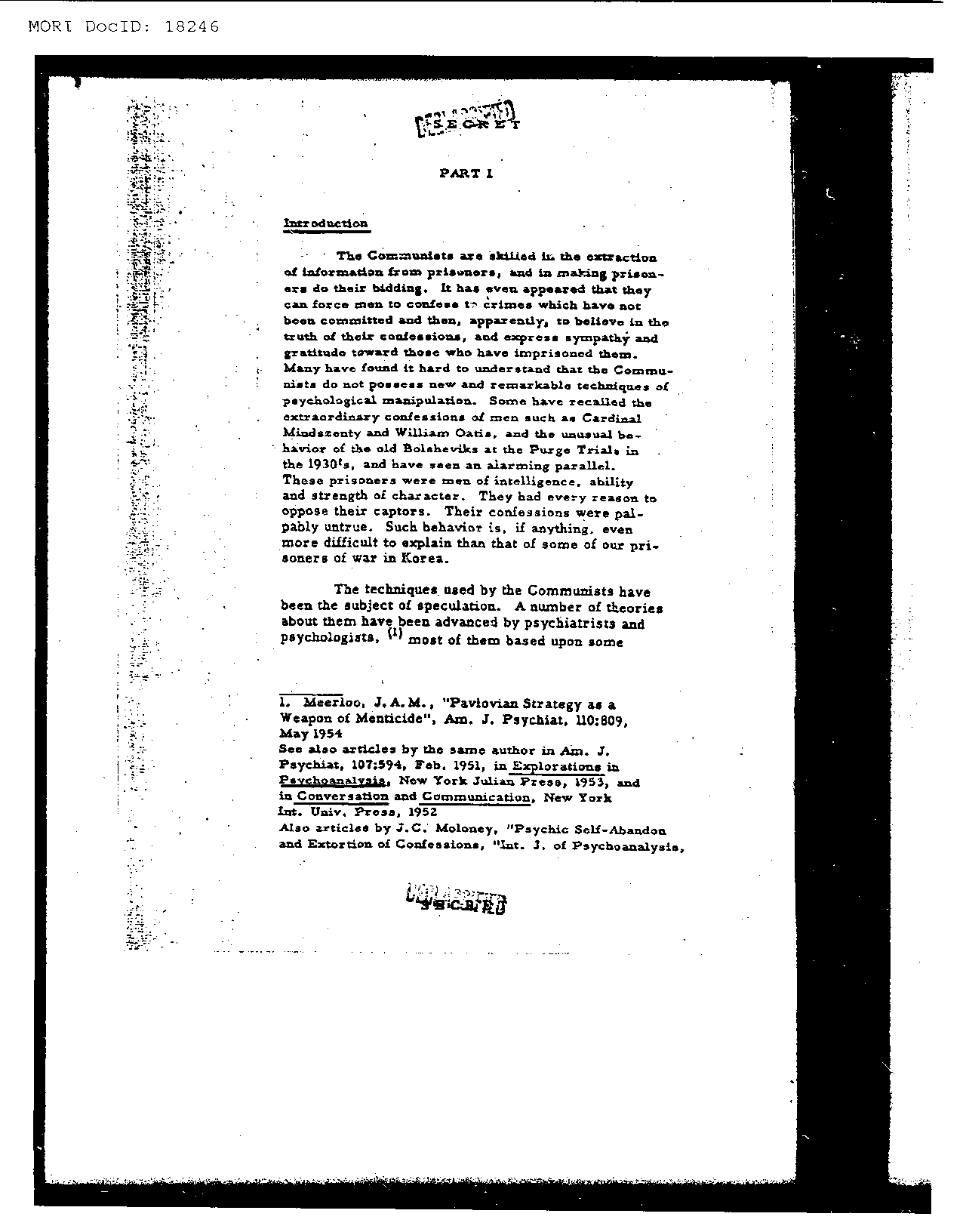
Jedna z odtajnionych stron dokumentacji MKUltra

MKUltra (czasem MK-Ultra) – kryptonim kontrowersyjnego, nielegalnego, początkowo ściśle tajnego projektu badawczego prowadzonego w latach 50. i 60. przez Centralną Agencję Wywiadowczą Stanów Zjednoczonych. Projekt został ujawniony i oprotestowany przez dziennikarzy i komisje śledcze Prezydenta i Kongresu USA (Komisję Rockefellera i Komitet Churcha). Na podstawie ustaleń śledztwa celem projektu MKUltra było zbadanie możliwości sterowania pracą ludzkiego mózgu i kontroli umysłu z wykorzystaniem substancji chemicznych (w tym środków psychodelicznych, m.in. LSD), bodźców elektrycznych, analizy fal mózgowych i form percepcji podprogowej. Według wielu relacji badania były często brutalne i odbywały się także na nieświadomych ich celu obywatelach USA, czasem z tragicznymi skutkami.

## Geneza i przebieg
Początki projektu wynikały z lęku przed tym, że ZSRR opanowało sposób na kontrolowanie umysłów za pośrednictwem narkotyków lub technologii. Podczas wojny koreańskiej w mediach amerykańskich pojawiły się doniesienia na temat więźniów, których rzekomo poddawano praniu mózgów. Podejrzewano, że ZSRR dysponuje jakąś specjalną tajną technologią, która wpływa na umysły. 
CIA już na początku lat 50. prowadziło badania nad LSD. W celu przetestowania jego działania narkotyk zażywali sami pracownicy CIA. Projekt MKUltra był rozwinięciem tych badań. Agenci CIA podrzucali LSD przypadkowym osobom, które nie były świadome, że go zażyły i obserwowali ich reakcje. W operacji wykorzystywano prostytutki, które w specjalnie wynajętym mieszkaniu podawały nieświadomym klientom LSD i inne narkotyki. Mieszkania były wyposażone w podsłuchy i lustra weneckie, które umożliwiały ciągłą obserwację. Początkowo podmiotami badawczymi były głównie osoby z półświatka np. drobni dilerzy narkotykowi. Z czasem poszerzono grupę badawczą o osoby z różnych warstw społecznych i ras.
Eksperymenty prowadził i koordynował chemik Sidney Gottlieb. Badania nadzorowali oficerowie CIA Frank Wisner, Walter Bedell Smith. W ramach MK-Ultra wykonywano także Eksperymenty w Montrealu, gdzie kluczową postacią był autor techniki „psychic driving” Donald Ewen Cameron, który podróżował do Kanady z Nowego Jorku i podawał pacjentom bez ich wiedzy leki nasenne w dawkach powodujących wielotygodniowe śpiączki.
Oprócz badań nad LSD prowadzono również eksperymenty nad hipnozą. W ich ramach podejmowano próbę hipnotyzowania nieświadomych tego, i niewyrażających zgodę na to osób, w celu wywołania efektu amnezji i wpojenia danej osobie jakiejś intencji.

## Kulisy ujawnienia
Program, składający się z ok. 150 oddzielnych podprojektów, został po raz pierwszy opisany w 1974 r. przez dziennik The New York Times, i wkrótce stał się przedmiotem serii dochodzeń rządowych. Mimo zniszczenia większości dokumentacji dwa lata wcześniej na polecenie ówczesnego dyrektora Agencji, Richarda Helmsa, specjalne komisje – Church Committee powołany przez kongres, oraz prezydencka Rockefeller Commission – potwierdziły doniesienia gazety.

## Podobne badania
Pokrewnymi projektami z okresu zimnej wojny były między innymi Bluebird (badania nad tworzeniem fałszywych wspomnień i zamazywaniem pamięci, przeprowadzane także z udziałem dzieci) oraz Artichoke (metody przesłuchań wykorzystujące hipnozę, substancje narkotyczne itp.). Podobne prace prowadzone były też przez wywiady Kanady, Wielkiej Brytanii, Związku Radzieckiego i innych krajów.

## Skutki projektu
MKUltra stał się podstawą wielu publicznych spekulacji, debat oraz teorii spiskowych na temat tego, jakie technologie mogły zostać stworzone w trakcie trwania badań, i jaki wpływ mogły lub wciąż mogą mieć na wydarzenia na światowej scenie politycznej.